# Janno Prants
Janno Prants, né le 19 décembre 1973 à Võru, est un biathlète estonien. Il a participé à trois éditions des Jeux olympiques entre 1998 et 2006.

## Biographie
Également soldat en dehors de la pratique du biathlon, il commence sa carrière sportive internationale en 1995. Dans la Coupe du monde, il commence à marquer des points à partir de la saison 1996-1997.
Aux Jeux olympiques d'hiver de 1998, il obtient son meilleur résultat jusque là avec la 18e position à l'individuelle. Il parvient à améliorer cette performance seulement quatre ans plus tard à la poursuite d'Antholz, qu'il achève au huitième rang. Juste après, il participe aux Jeux olympiques de Salt Lake City, sans obtenir de résultat significatif. Il finit 42e du classement général de la Coupe du monde, son meilleur. C'est encore à Antholz qu'il s'illustre en 2005 avec une neuvième place.
La dernière course de sa carrière est le sprint des Jeux olympiques de Turin en 2006, prenant la 75e place.

## Palmarès

### Jeux olympiques d'hiver
| Épreuve / Édition   | Individuel | Sprint | Poursuite                        | Départ en ligne                  | Relais |
| Nagano 1998         | 18e        | 43e    | Épreuve inexistante à cette date | Épreuve inexistante à cette date | 13e    |
| Salt Lake City 2002 | 63e        | 45e    | Abandon                          | Épreuve inexistante à cette date | 11e    |
| Turin 2006          | -          | 75e    | -                                | -                                | -      |

- - : pas de participation à l'épreuve.
- : épreuve inexistante lors de cette édition.

### Championnats du monde
| Épreuve / Édition                      | Individuelle | Sprint | Poursuite                        | Mass start                       | Relais | Relais mixte                     |
| Mondiaux 1995 Antholz                  | 61e          | 59e    | Épreuve inexistante à cette date | Épreuve inexistante à cette date | 18e    | Épreuve inexistante à cette date |
| Mondiaux 1996 Ruhpolding               | 73e          | -      | Épreuve inexistante à cette date | Épreuve inexistante à cette date | 17e    | Épreuve inexistante à cette date |
| Mondiaux 1997 Brezno                   | 39e          | 35e    | 34e                              | Épreuve inexistante à cette date | 9e     | Épreuve inexistante à cette date |
| Mondiaux 1999 Kontiolahti Holmenkollen | 38e          | 42e    | 29e                              | -                                | 13e    | Épreuve inexistante à cette date |
| Mondiaux 2000 Holmenkollen             | 51e          | 65e    | -                                | -                                | 13e    | Épreuve inexistante à cette date |
| Mondiaux 2001 Pokljuka                 | 49e          | 61e    | -                                | -                                | 15e    | Épreuve inexistante à cette date |
| Mondiaux 2003 Khanty-Mansiïsk          | 71e          | -      | -                                | -                                | 9e     | Épreuve inexistante à cette date |
| Mondiaux 2004 Oberhof                  | 68e          | 78e    | -                                | -                                | 14e    | Épreuve inexistante à cette date |
| Mondiaux 2005 Hochfilzen               | -            | 63e    | -                                | -                                | -      | -                                |

### Coupe du monde
- Meilleur classement général : 42e en 2002.
- Meilleur résultat : 8e.

#### Différents classements en Coupe du monde
| Année     | Classement général final | Sprint | Poursuite | Individuelle | Mass start |
| 1996-1997 | 76e                      | -      | -         | 60e          | -          |
| 1997-1998 | 69e                      | -      | -         | 45e          | -          |
| 2000-2001 | 75e                      | -      | -         | 51e          | -          |
| 2001-2002 | 42e                      | 45e    | 36e       | 42e          | -          |
| 2002-2003 | 69e                      | 64e    | -         | -            | -          |
| 2003-2004 | 71e                      | 70e    | 67e       | 52e          | -          |
| 2004-2005 | 53e                      | 42e    | 56e       | -            | -          |

### Championnats du monde de biathlon d'été
- Médaille d'argent du relais en 2000.